# Wereldbeker schaatsen junioren
De Wereldbeker schaatsen junioren (ISU Junior World Cup) is een internationale schaatscompetitie van de Internationale Schaatsunie (ISU), voor het eerst georganiseerd in het seizoen 2008/2009.
Net als de seniorenwereldbeker bestaat de juniorenwereldbeker uit een serie wedstrijden die in de loop van het seizoen op verschillende banen gehouden worden. Per wedstrijd worden punten vergeven en de winnaar is diegene die aan het einde van het seizoen de meeste punten verzameld heeft. Een aantal regels wijken af van die in het seniorencircuit; zo zijn er soms ook wereldbekerpunten te verdienen op het WK Junioren en zijn sommige wedstrijden uitgesplitst per continent. Deze uitsplitsing vindt plaats om de reiskosten van de deelnemers te beperken. Overigens staat het landen vrij te kiezen in welke continentale wedstrijd ze uitkomen. Net als in de B-groep van de seniorenwereldbeker wordt op de 3000 en 5000 meter gebruikgemaakt van kwartetstarts.
Schaatsers zijn startgerechtigd als ze aan limiettijden voldaan hebben en A- of B-junior zijn. Dus van het seizoen waarin ze 16 worden tot en met het seizoen waarin ze 19 worden. Per land en geslacht mogen er maximaal tien schaatsers voor een evenement en vijf schaatsers voor een afstand worden ingeschreven. In het seizoen 2011/2012 mochten aan de eerste twee wedstrijden ook C-junioren meedoen in verband met de kwalificatie voor het schaatsen op de Olympische Jeugdwinterspelen 2012. Ook worden er soms uitzonderingen gemaakt voor andere C2-junioren.
De editie van 2020/2021 ging niet door in verband met de coronapandemie.

## Puntenverdeling

### Oud
De puntentelling is enkele malen op kleine details gewijzigd, dit is het schema zoals het in het seizoen 2015/2016 gebruikt werd.
| Plaats                                                            | 1   | 2   | 3   | 4  | 5  | 6  | 7  | 8  | 9  | 10 | 11 | 12 | 13 | 14 | 15 | 16 | 17 | 18 | 19 | 20 | 21 | 22 | 23 | 24 |
| ----------------------------------------------------------------- | --- | --- | --- | -- | -- | -- | -- | -- | -- | -- | -- | -- | -- | -- | -- | -- | -- | -- | -- | -- | -- | -- | -- | -- |
| Wereldbekerfinale en wereldkampioenschap 2009*                    | 150 | 120 | 105 | 90 | 75 | 67 | 60 | 54 | 48 | 42 | 36 | 31 | 27 | 24 | 21 | 18 | 15 | 12 | 9  | 6  | 4  | 3  | 2  | 1  |
| Normale wereldbekerwedstrijd en wereldkampioenschap 2011* en 2012 | 100 | 80  | 70  | 60 | 50 | 44 | 40 | 36 | 32 | 28 | 24 | 20 | 18 | 16 | 14 | 12 | 10 | 8  | 6  | 5  | 4  | 3  | 2  | 1  |
| Regionale wereldbekerwedstrijd                                    | 50  | 40  | 35  | 30 | 25 | 22 | 20 | 18 | 16 | 14 | 12 | 10 | 9  | 8  | 7  | 6  | 5  | 4  | 3  | 2  | 1  |    |    |    |

* Het WK junioren telde in 2009, 2011 en 2012 wel mee, maar in 2010 en sinds 2013 niet. In 2009 waren er bonuspunten te verdienen.

### Nieuw
Sinds het seizoen 2022/2023 geldt er een nieuwe puntentelling.
| Plaats               | 1  | 2  | 3  | 4  | 5  | 6  | 7  | 8  | 9  | 10 | 11–40             |
| -------------------- | -- | -- | -- | -- | -- | -- | -- | -- | -- | -- | ----------------- |
| Wereldbekerwedstrijd | 60 | 54 | 48 | 43 | 40 | 38 | 36 | 34 | 32 | 31 | 30 aflopend t/m 1 |

## Winnaars
Dit zijn de winnaars van de eindklassementen van de wereldbeker junioren.

### Meisjes
| Jaar      | 500m                            | 1000m                           | 1500m                           | 3000m                           | massastart                      | teamsprint                      | achtervolging                   | mixed relay                     |
| --------- | ------------------------------- | ------------------------------- | ------------------------------- | ------------------------------- | ------------------------------- | ------------------------------- | ------------------------------- | ------------------------------- |
| 2008/2009 | Olga Fatkoelina                 | Roxanne van Hemert              | Roxanne van Hemert              | Yvonne Nauta                    | nog geen onderdeel              | nog geen onderdeel              | Nederland                       | nog geen onderdeel              |
| 2009/2010 | Jekaterina Ajdova               | Jekaterina Ajdova               | Lotte van Beek                  | Irene Schouten                  | nog geen onderdeel              | nog geen onderdeel              | Nederland                       | nog geen onderdeel              |
| 2010/2011 | Jekaterina Ajdova               | Lotte van Beek                  | Pien Keulstra                   | Pien Keulstra                   | nog geen onderdeel              | nog geen onderdeel              | Japan                           | nog geen onderdeel              |
| 2011/2012 | Letitia de Jong                 | Antoinette de Jong              | Pien Keulstra                   | Park Do-yeong                   | Park Do-yeong                   | nog geen onderdeel              | Zuid-Korea                      | nog geen onderdeel              |
| 2012/2013 | Vanessa Bittner                 | Vanessa Bittner                 | Reina Anema                     | Jade van der Molen              | Vanessa Bittner                 | nog geen onderdeel              | Nederland                       | nog geen onderdeel              |
| 2013/2014 | Vanessa Bittner                 | Melissa Wijfje                  | Melissa Wijfje                  | Melissa Wijfje                  | Vanessa Bittner                 | Nederland                       | Nederland                       | nog geen onderdeel              |
| 2014/2015 | Darja Katsjanova                | Tessa Boogaard                  | Melissa Wijfje                  | Melissa Wijfje                  | Sanneke de Neeling              | Zuid-Korea                      | Zuid-Korea                      | nog geen onderdeel              |
| 2015/2016 | Darja Kachanova                 | Rio Yamada                      | Han Mei                         | Park Ji-woo                     | Ayano Sato                      | Nederland                       | Nederland                       | nog geen onderdeel              |
| 2016/2017 | Darja Kachanova                 | Darja Kachanova                 | Sanne in 't Hof                 | Sanne in 't Hof                 | Miryeong Jeon                   | Nederland                       | Nederland                       | nog geen onderdeel              |
| 2017/2018 | Femke Beuling                   | Jutta Leerdam                   | Jutta Leerdam                   | Joy Beune                       | Laura Peveri                    | Nederland                       | Nederland                       | nog geen onderdeel              |
| 2018/2019 | Michelle de Jong                | Robin Groot                     | Paulien Verhaar                 | Paulien Verhaar                 | Laura Peveri                    | Nederland                       | Nederland                       | nog geen onderdeel              |
| 2019/2020 | Marrit Fledderus                | Marrit Fledderus                | Merel Conijn                    | Robin Groot                     | Laura Peveri                    | Nederland                       | Nederland                       | nog geen onderdeel              |
| 2020/2021 | Afgelast vanwege coronapandemie | Afgelast vanwege coronapandemie | Afgelast vanwege coronapandemie | Afgelast vanwege coronapandemie | Afgelast vanwege coronapandemie | Afgelast vanwege coronapandemie | Afgelast vanwege coronapandemie | Afgelast vanwege coronapandemie |
| 2021/2022 | Pien Smit                       | Pien Smit                       | Alina Dauranova                 | Evelien Vijn                    | Park Chae-won                   | Nederland                       | Nederland                       | Nederland                       |
| 2022/2023 | Pien Hersman                    | Alina Dauranova                 | Kang Soo-min                    | Jade Groenewoud                 | Chloé Hoogendoorn               | Nederland                       | Nederland                       | Nederland                       |
| 2023/2024 | Jung Huidan                     | Meike Veen                      | Meike Veen                      | Aurora Grinden Løvås            | Cho Seoyeon                     | Nederland                       | Nederland                       | Nederland                       |

### Jongens
| Jaar      | 500m                            | 1000m                           | 1500m                           | 3/5km                           | massastart                      | teamsprint                      | achtervolging                   | mixed relay                     |
| --------- | ------------------------------- | ------------------------------- | ------------------------------- | ------------------------------- | ------------------------------- | ------------------------------- | ------------------------------- | ------------------------------- |
| 2008/2009 | Jan Daldossi                    | Jan Daldossi                    | Pim Cazemier                    | Pim Cazemier                    | nog geen onderdeel              | nog geen onderdeel              | Duitsland                       | nog geen onderdeel              |
| 2009/2010 | Aleksej Bondarchuk              | Aleksej Bondarchuk              | Kjetil Stiansen                 | Frank Hermans                   | nog geen onderdeel              | nog geen onderdeel              | Nederland                       | nog geen onderdeel              |
| 2010/2011 | Kim Sung-kyu                    | Maurice Vriend                  | Maurice Vriend                  | Frank Hermans                   | nog geen onderdeel              | nog geen onderdeel              | Nederland                       | nog geen onderdeel              |
| 2011/2012 | Kim Woo-jin                     | Kim Woo-jin                     | Thomas Krol                     | Thomas Krol                     | Kai Verbij                      | nog geen onderdeel              | Zuid-Korea                      | nog geen onderdeel              |
| 2012/2013 | Darsil Essamambo                | Kai Verbij                      | Yang Fan                        | Andrea Giovannini               | Gerben Jorritsma                | nog geen onderdeel              | Italië                          | nog geen onderdeel              |
| 2013/2014 | Dai Dai N'tab                   | Arvin Wijsman                   | Patrick Roest                   | Patrick Roest                   | Armin Hager                     | Nederland                       | Nederland                       | nog geen onderdeel              |
| 2014/2015 | Michail Kazelin                 | Wesly Dijs                      | Patrick Roest                   | Patrick Roest                   | Patrick Roest                   | Rusland                         | Rusland                         | nog geen onderdeel              |
| 2015/2016 | Viktor Moesjtakov               | Viktor Moesjtakov               | Marcel Bosker                   | Marcel Bosker                   | Marcel Bosker                   | Nederland                       | Nederland                       | nog geen onderdeel              |
| 2016/2017 | Tao Yang                        | Yanan Yin                       | Oh Hyun-min                     | Marwin Talsma                   | Oh Hyun-min                     | Noorwegen                       | Noorwegen                       | nog geen onderdeel              |
| 2017/2018 | Roeslan Zacharov                | Roeslan Zacharov                | Francesco Betti                 | Francesco Betti                 | Gabriel Odor                    | Rusland                         | Rusland                         | nog geen onderdeel              |
| 2018/2019 | Artem Arofyev                   | Sergei Loginov                  | Hallgeir Engebråten             | Hallgeir Engebråten             | Yves Vergeer                    | Rusland                         | Rusland                         | nog geen onderdeel              |
| 2019/2020 | Cho Sang-hyuk                   | Cho Sang-hyeok                  | Peder Kongshaug                 | Daniil Aldosjkin                | Tsubasa Horikawa                | Japan                           | Japan                           | nog geen onderdeel              |
| 2020/2021 | Afgelast vanwege coronapandemie | Afgelast vanwege coronapandemie | Afgelast vanwege coronapandemie | Afgelast vanwege coronapandemie | Afgelast vanwege coronapandemie | Afgelast vanwege coronapandemie | Afgelast vanwege coronapandemie | Afgelast vanwege coronapandemie |
| 2021/2022 | Joep Wennemars                  | Joep Wennemars                  | Tim Prins                       | Sigurd Henriksen                | Yang Ho-jun                     | Nederland                       | Nederland                       | Nederland                       |
| 2022/2023 | Koo Kyung-min                   | Nikita Vazhenin                 | Emil Pedersen Matre             | Stijn van de Bunt               | Kaspar Norberg                  | Polen                           | Polen                           | Polen                           |
| 2023/2024 | Koo Kyungmin                    | Issa Gunji                      | Finn Sonnekalb                  | Metoděj Jílnek                  | Metoděj Jílnek                  | Nederland                       | Nederland                       | Nederland                       |